# Pierce County (Washington)
Pierce County je druhý nejlidnatější okres amerického státu Washington. V prosinci 1852 byl vytvořen legislativou teritoria Oregon z části okresu Thurston a pojmenován po prezidentovi Franklinu Piercovi. Při sčítání lidu roku 2010 dosahoval počet obyvatel okresu 795 225. Největším městem a sídlem okresu je Tacoma, která leží na pobřeží Počátečního zálivu.
Okres je významný díky tomu, že je domovem stratovulkánu Mount Rainier, který je nejvyšší horou Kaskádového pohoří. Jeho nejnedávnější erupce se odehrály v letech 1820 a 1854. Nyní se zde nevyskytuje bezprostřední riziko erupce, ale geologové tvrdí, že sopku erupce ještě čeká. Poté budou části okresu a Puyallupské údolí ohroženo lahary, lávou a pyroklastickými proudy. V roce 1998 byl založen Systém varování před lahary sopky Mount Rainier, který bude mít v případě erupce na starosti údolí řeky Puyallup.

## Vláda
Okresu vládne charta, což je povoleno sekcí 4 článku 6 ve státní ústavě. Legislativní větev charty se skládá ze sedmi členů partyzánské rady, kterou vede Republikán Roger Bush, který má na starost okrsek 3. Soudní větev se skládá ze 23 úřadů nejvyššího soudu. Výkonná větev charty se skládá z pěti oddělených úřadů, kterými jsou vedoucí okresu Pat McCarthy, odhadce a pokladník okresu Dale Washam, účetní revizorka Julie Anderson, prokurátor Mark Lindquist a šerif Paul Pastor, Jr., který ale není partyzánem.

## Politika
Obyvatelé okresu žijí v jednom ze tří kongresových okrsků. 8. okrsek zahrnuje východní část okresu, včetně Mount Rainier, a zastupuje jej Republikán Dave Reichert. 9. okrsek vytváří pruh skrz střed okresu a zahrnuje také jihozápadní část, zastupuje ho Demokrat Adam Smith. 6. okrsek zahrnuje město Tacoma a jeho okolí. Zástupcem je Demokrat Norman D. Dicks. V prezidentských volbách roku 2008 volilo téměř 55% obyvatel Demokratickou stranu.

## Ekonomie

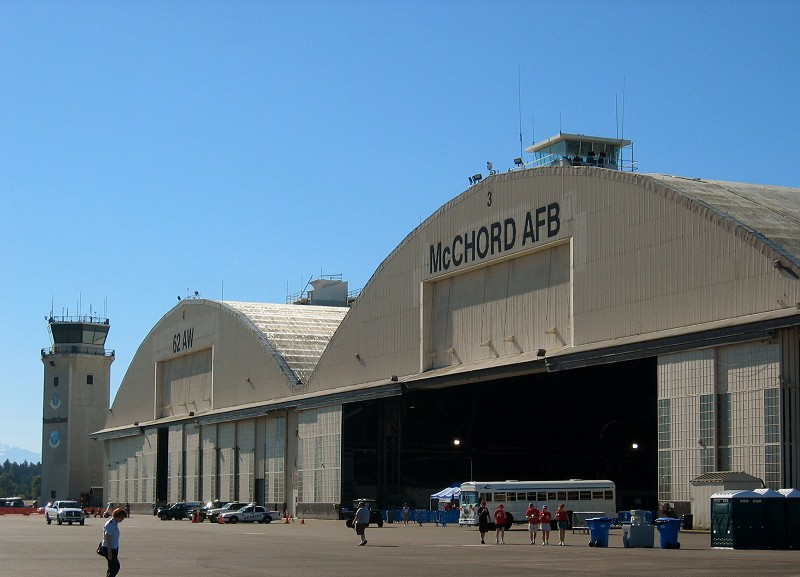
Hlavní hangár na McChordově letecké základně

Společná základna Lewis-McChord podporuje okresní ekonomiku 42 tisíci vojenských i civilních pracovních míst.
Už téměř 150 let hraje velkou roli ve zdejší ekonomice zemědělství, přestože v posledním půlstoletí byla velká část zemědělské půdy přeměněna na obytnou. Okres ale podnikl agresivní kroky k otočení trendu a vytvořil Farmářskou poradenskou komisi okresu Pierce, která pomáhá místním farmářům s výkladem regulací využívání půdy a s podporou místních plodin. Vytvoření komise by mělo zachránit zbývajících 48 tisíc akrů zemědělské půdy v okrese. Přes pokles zemědělství okres stále produkuje okolo poloviny amerických rebarbor.

## Vzdělávání
Mezi školní okrsky v okrese patří také Tacoma Public Schools, který je hlavním okrskem města Tacoma. Pierce County Library System provozuje zdejší knihovny.
Tacoma Community College byla založena roku 1965 a patří do Severozápadní komise vysokých škol a univerzit. Jedná se o jednu ze 34 městských a technických vysokých škol ve státě. Podporu čerpá ze státních fondů a z vlastní nadace. Každý rok ji navštěvuje více než 15 tisíc studentů a od jejího otevření na ni chodilo už okolo půl milionu studentů. 40 % studentů plánuje pozdější přechod na univerzitu.
Mezi další vzdělávací instituce v okrese patří Pierce College, University of Puget Sound, Pacific Lutheran University, pobočky Central Washington University a pobočka University of Washington.

## Zločin
V roce 2006 bylo 38 procent z metamfetaminových laboratoří odstraněných Ministerstvem ekologie státu Washington v okrese Pierce. Tato redukce z celkového počtu 589 laboratoří v roce 2001 nastala jednak kvůli novému zákonu zakazujícímu prodej pseudoefedrinu a také kvůli tvrdším trestům pro výrobce metamfetaminu.

## Hromadná doprava

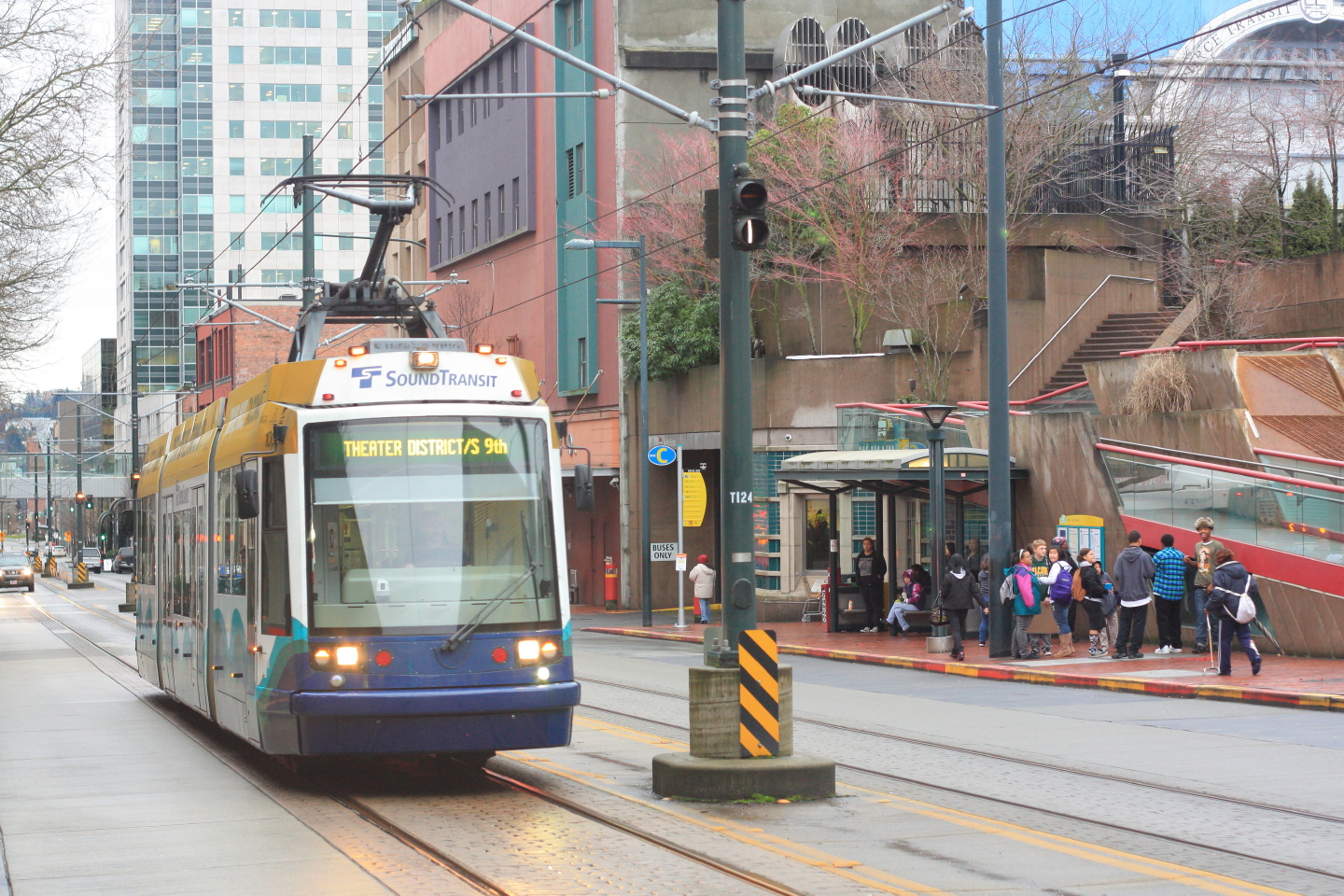
Tramvaj značky Škoda v centru americké Tacomy

Port of Tacoma je šestým nejvytíženějším kontejnerovým přístavem Severní Ameriky a jedním z 25 nejvytíženějších na světě, čímž také hraje důležitou roli v místní ekonomice. Má rozlohu 9,7 km² a kapacitu 34 kotvišť, 190 tisíc m² skladů a kanceláří a 530 tisíc m² průmyslového prostoru. Jedna ekonomická studie ukázala, že více než 28 tisíc pracovních míst v okrese je nějak spojeno s přístavem.
Okresním poskytovatelem hromadné dopravy je Pierce Transit provozující autobusy, parabusy a vozidla pro společnou jízdu. Regionální dopravce Sound Transit provozuje v centru Tacomy linku rychlodrážní tramvaje a také obsluhuje několik regionálních expresních autobusových spojů. Intercity Transit spojuje Tacomu a Lakewood s okresem Thurston. Státní společnost Washington State Ferries provozuje trajektovou linku mezi Steilacoomem a Andersonovým ostrovem.

## Geografie

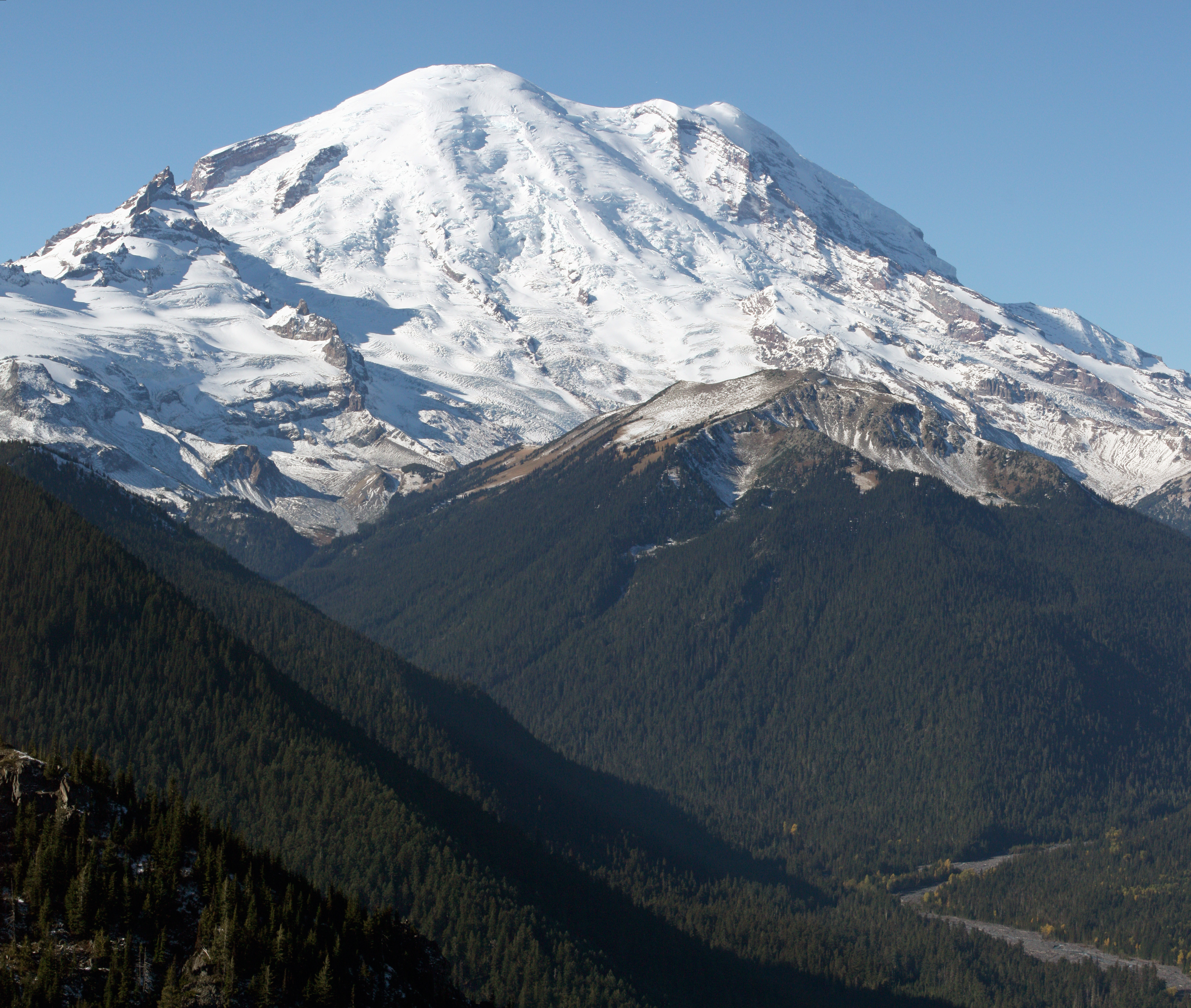
Nejvyšší bod okresu, Mount Rainier

Podle amerického cenzusového úřadu má okres rozlohu 4 679 km², z čehož přibližně 7 % je voda. V okrese se nachází nejvyšší bod státu Washington, 4 392 metrů vysoká Mount Rainier.

### Hlavní geografické body

#### Hory
- Kaskádové pohoří
- Mount Rainier – nejvyšší bod okresu

#### Ostrovy
- Andersonův ostrov
- Foxův ostrov
- Herronův ostrov
- Kittsonův ostrov
- McNeillův ostrov
- Raftový ostrov

#### Poloostrovy
- Klíčový poloostrov

#### Řeky

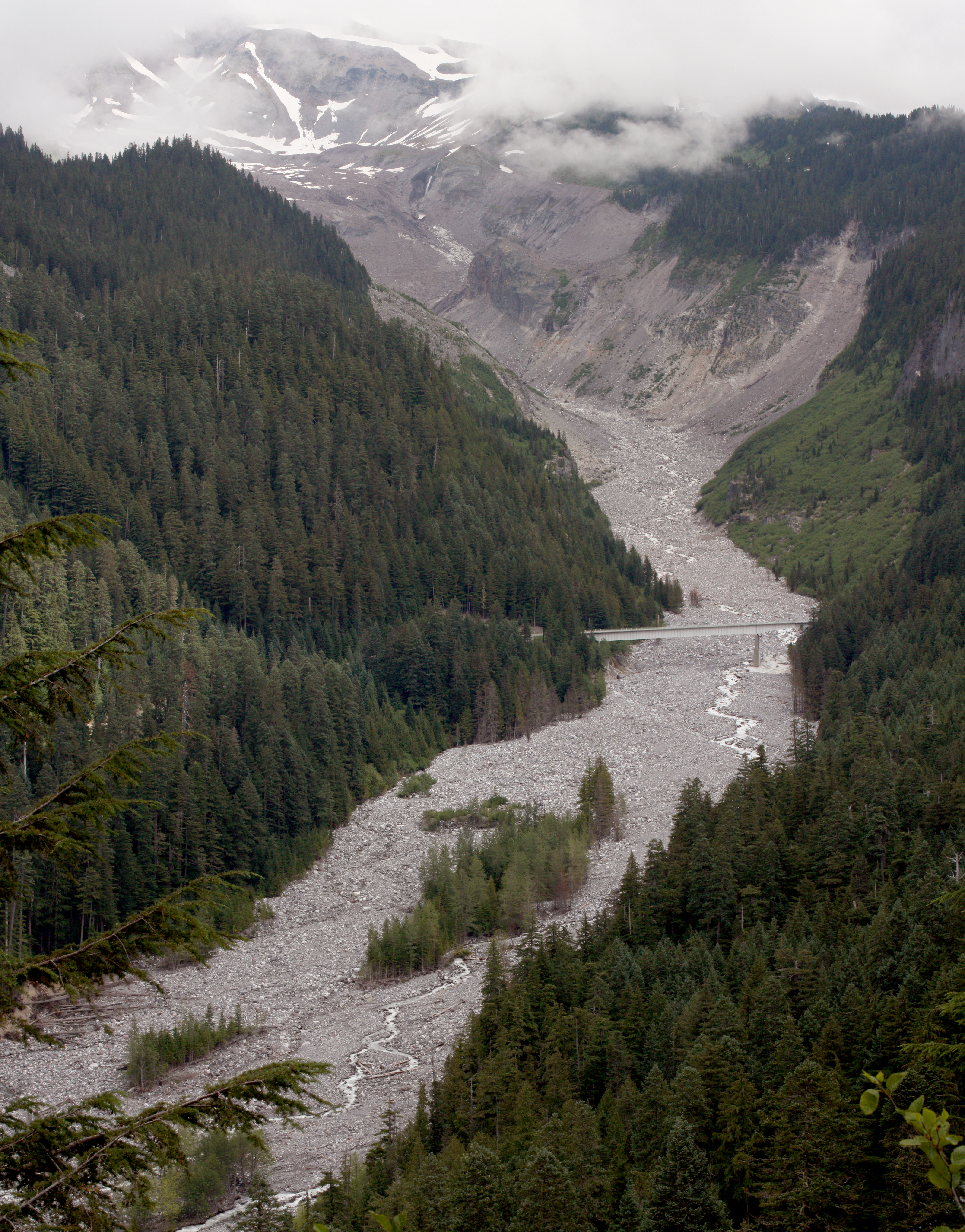
Horní tok Nisquallyjské řeky

- Carbon
- Nisquallyjská řeka

#### Vodní plochy
- Caseova úžina
- Počáteční záliv
- Pugetův záliv
- Tacomská úžina
- Tappsovo jezero

#### Hlavní dálnice

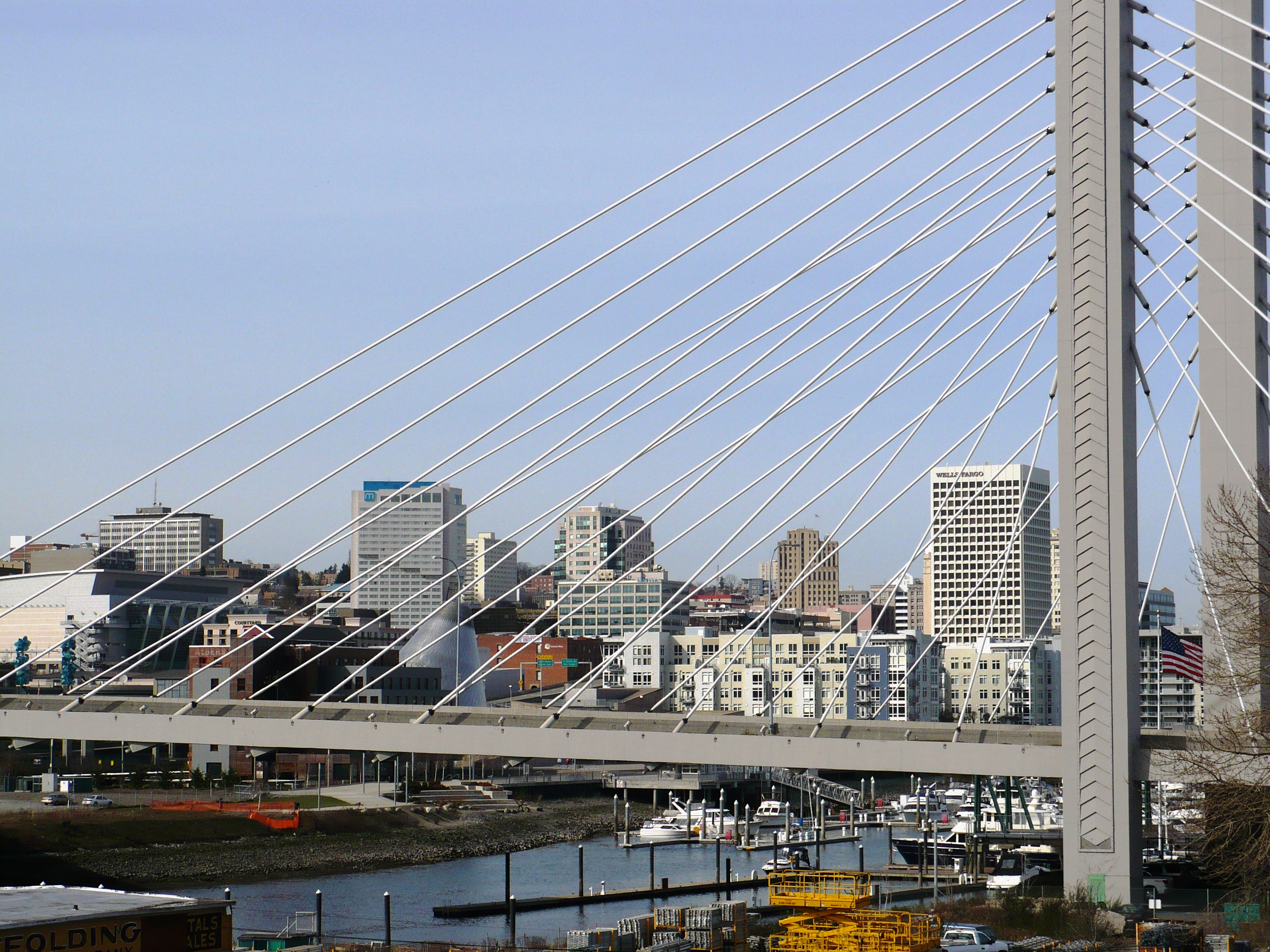
Panorama Tacomy

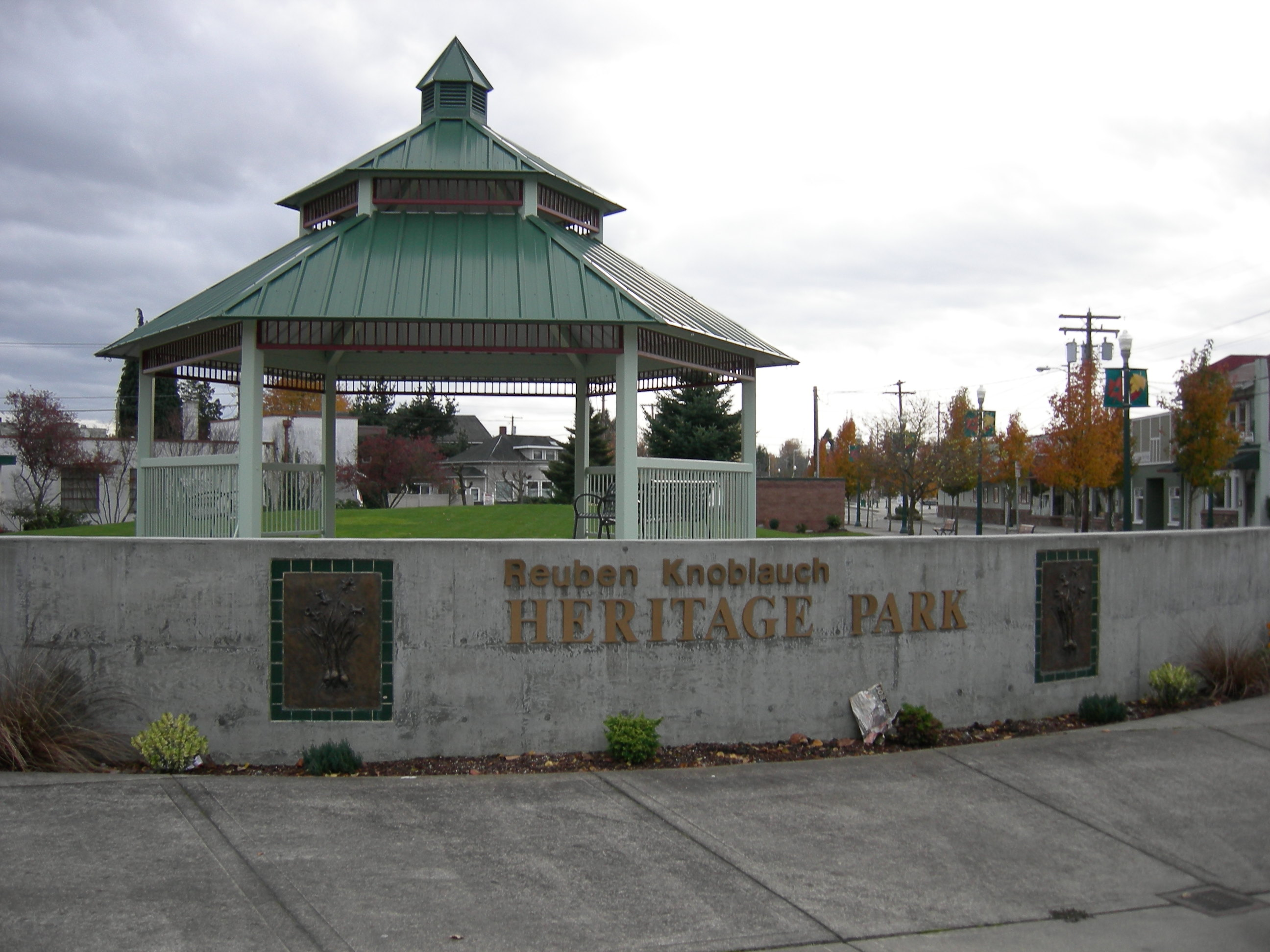
Park nedaleko železniční stanice v Sumneru

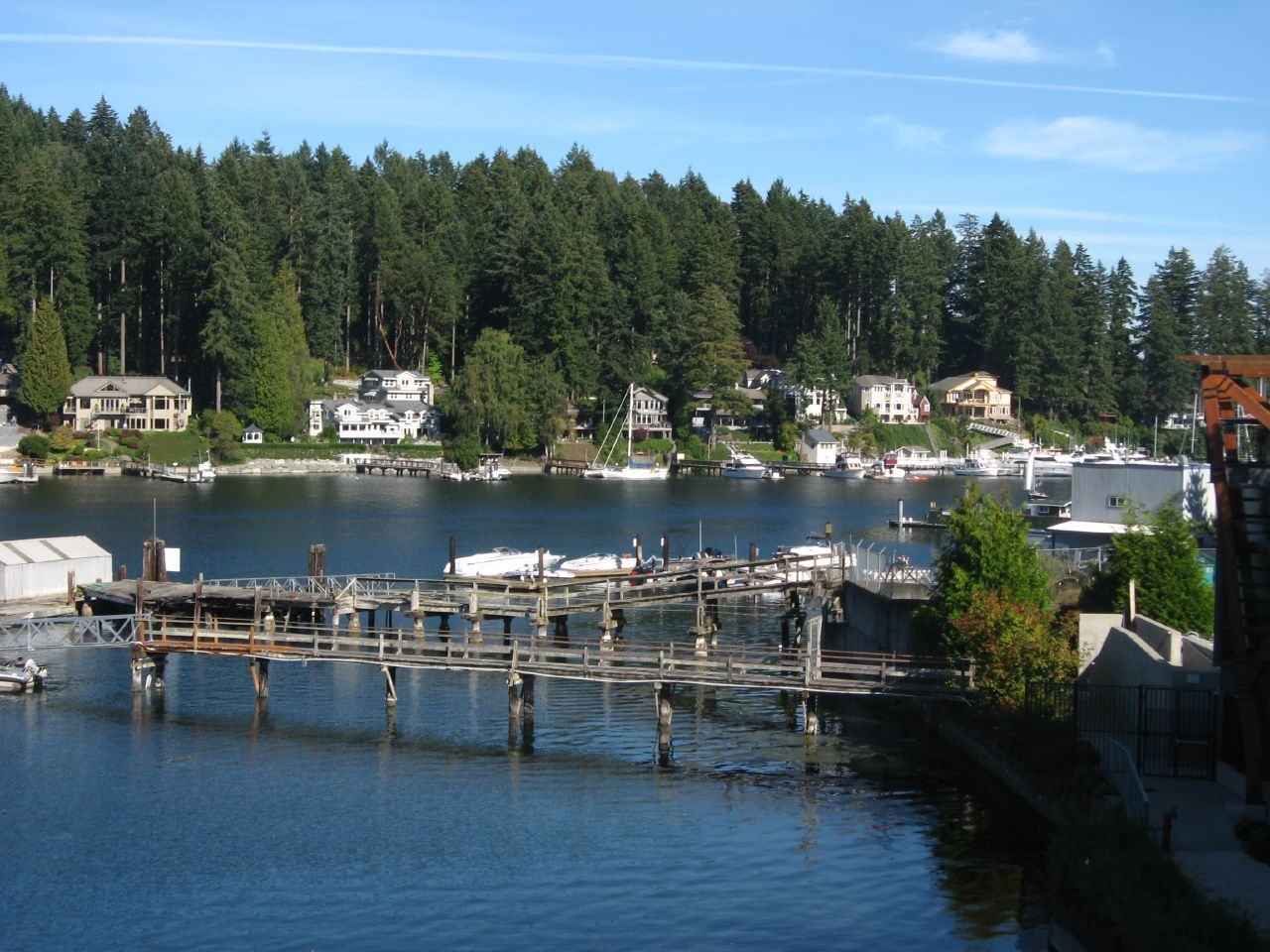
Gig Harbor

- Interstate 5
- Interstate 705
- Washington State Route 16
- Washington State Route 167
- Washington State Route 410
- Washington State Route 512

#### Sousední okresy
- Okres King – sever
- Okres Yakima – východ
- Okres Lewis – jih
- Okres Thurston – západ/jihozápad
- Okres Mason – západ/severozápad
- Okres Kitsap – sever/severozápad

#### Federálně chráněná území
- Národní les Mount Baker-Snoqualmie (část)
- Národní park Mount Rainier (část)
- Nisqually National Wildlife Refuge (část)

## Demografie
Při sčítání lidu v roce 2010 v okrese žilo 795 225 lidí a hustota obyvatelstva činila 182,8 obyvatele na km². 74 % obyvatelstva tvořili běloši, 7 % Afroameričané a 6 % Asiaté. 9 % obyvatelstva mělo hispánský původ.

### Největší města
- Tacoma – 198 397
- Lakewood – 58 163
- Puyallup – 37 022
- University Place – 31 144
- Bonney Lake – 17 374
- Sumner – 9 451
- Edgewood – 9 387
- Fife – 9 173
- DuPont – 8 199
- Gig Harbor – 7 126